# Liste der Kulturdenkmäler in Rotenburg an der Fulda
Die folgende Liste enthält die in der Denkmaltopographie ausgewiesenen Kulturdenkmäler auf dem Gebiet  der  Stadt Rotenburg an der Fulda, Hersfeld-Rotenburg, Hessen.
Hinweis: Die Reihenfolge der Denkmäler in dieser Liste orientiert sich zunächst an Stadtteilen und anschließend der Anschrift, alternativ ist sie auch nach der Bezeichnung oder der Bauzeit sortierbar.
Kulturdenkmäler werden fortlaufend im Denkmalverzeichnis des Landes Hessen durch das Landesamt für Denkmalpflege Hessen auf Basis des Hessischen Denkmalschutzgesetzes (HDSchG) geführt. Die Schutzwürdigkeit eines Kulturdenkmals hängt nicht von der Eintragung in das Denkmalverzeichnis des Landes Hessen oder der Veröffentlichung in der Denkmaltopographie ab.

Das Vorhandensein oder Fehlen eines Objekts in dieser Liste ist keine rechtsverbindliche Auskunft darüber, ob es Kulturdenkmal ist oder nicht: Diese Liste entspricht möglicherweise nicht dem aktuellen Stand der offiziellen Denkmaltopographie. Diese ist für Hessen in den entsprechenden Bänden der Denkmaltopographie Bundesrepublik Deutschland und im Internet unter DenkXweb – Kulturdenkmäler in Hessen einsehbar. Auch diese Quellen sind, obwohl sie durch das Landesamt für Denkmalpflege Hessen aktualisiert werden, nicht immer aktuell, da es im Denkmalbestand immer wieder Änderungen gibt.
Eine verbindliche Auskunft erteilt allein das Landesamt für Denkmalpflege Hessen.
Nutze diese Kartenansicht, um Koordinaten in der Liste zu setzen. In dieser Kartenansicht sind Kulturdenkmale ohne Koordinaten mit einem roten bzw. orangen Marker dargestellt und können in der Karte gesetzt werden. Kulturdenkmale ohne Bild sind mit einem blauen bzw. roten Marker gekennzeichnet, Kulturdenkmale mit Bild mit einem grünen bzw. orangen Marker.

## Kulturdenkmale nach Stadtteilen

### Atzelrode
| Bild            | Bezeichnung                 | Lage                                                               | Beschreibung | Bauzeit                         | Daten |
| --------------- | --------------------------- | ------------------------------------------------------------------ | ------------ | ------------------------------- | ----- |
| Bild gesucht BW | Rähmbau Zum Grund 14        | Atzelrode, Zum Grund 14 LageFlur: 1, Flurstück: 25/1               |              | Mitte 18. Jahrhundert           |       |
| Bild gesucht BW | Rähmbau Zum Grund 16        | Atzelrode, Zum Grund 16 LageFlur: 1, Flurstück: 21/1               |              | Zweites Viertel 19. Jahrhundert |       |
| Bild gesucht BW | Rähmbau Zum Grund 24 und 26 | Atzelrode, Zum Grund 24 und 26 LageFlur: 1, Flurstück: 13 und 11/3 |              | Spätes 18. Jahrhundert          |       |
| Bild gesucht BW | Wohnhaus Zum Grund 30       | Atzelrode, Zum Grund 30 LageFlur: 1, Flurstück: 10/2               |              | 1705                            |       |
| Bild gesucht BW | Hof Wüstefeld               | Atzelrode LageFlur: 7, Flurstück: 18/1                             |              | Frühes 18. Jahrhundert          |       |

### Braach
| Bild                     | Bezeichnung                                  | Lage                                                             | Beschreibung | Bauzeit                       | Daten |
| ------------------------ | -------------------------------------------- | ---------------------------------------------------------------- | ------------ | ----------------------------- | ----- |
| Bild gesucht BW          | Ehemalige Schule                             | Braach, Am Pfarrgarten 5 LageFlur: 9, Flurstück: 136/6           |              | 1860                          |       |
| Bild gesucht BW          | Ehemalige Volksschule                        | Braach, Am Pfarrgarten 7 LageFlur: 9, Flurstück: 137/1 und 137/3 |              | 1929                          |       |
| Bild gesucht BW          | Ernhaus Am Wasser 3                          | Braach, Am Wasser 3 LageFlur: 9, Flurstück: 39/3                 |              | um 1800                       |       |
| Bild gesucht BW          | Wohn-Wirtschaftsgebäude Am Wasser 5          | Braach, Am Wasser 5 LageFlur: 9, Flurstück: 37/1                 |              | um 1800                       |       |
| Bild gesucht BW          | Wohn-Wirtschaftsgebäude Baumbacher Straße 6  | Braach, Baumbacher Straße 6 LageFlur: 5, Flurstück: 15/2         |              | um 1900                       |       |
| Bild gesucht BW          | Wohn-Wirtschaftsgebäude Baumbacher Straße 11 | Braach, Baumbacher Straße 11 LageFlur: 9, Flurstück: 13/1        |              | Frühes 19. Jahrhundert        |       |
| Bild gesucht BW          | Fachwerkhaus Fuldastraße 2                   | Braach, Fuldastraße 2 LageFlur: 8, Flurstück: 38/1               |              | 17. Jahrhundert               |       |
| Bild gesucht BW          | Wohn-Wirtschaftsgebäude Mühlgasse 5          | Braach, Mühlgasse 5 LageFlur: 8, Flurstück: 2/1                  |              | um 1900                       |       |
| Bild gesucht BW          | Scheune Ringbachstraße 1                     | Braach, Ringbachstraße 1 LageFlur: 8, Flurstück: 126             |              | 1707                          |       |
| Bild gesucht BW          | Scheune Ringbachstraße 2                     | Braach, Ringbachstraße 2 LageFlur: 9, Flurstück: 101             |              | Spätes 18. Jahrhundert        |       |
| Bild gesucht BW          | Wohn-Wirtschaftsgebäude Ringbachstraße 13    | Braach, Ringbachstraße 13 LageFlur: 9, Flurstück: 53/1           |              | um 1900                       |       |
| Bild gesucht BW          | Ernhaus Rotenburger Straße 7                 | Braach, Rotenburger Straße 7 LageFlur: 8, Flurstück: 66/1        |              | Zweite Hälfte 18. Jahrhundert |       |
| Bild gesucht BW          | Einhaus Rotenburger Straße 10                | Braach, Rotenburger Straße 10 LageFlur: 8, Flurstück: 109/1      |              |                               |       |
| Bild gesucht BW          | Traufenhaus Rotenburger Straße 13            | Braach, Rotenburger Straße 13 LageFlur: 8, Flurstück: 82/2       |              | 1853                          |       |
| Evangelische Pfarrkirche | Evangelische Pfarrkirche                     | Braach, Zum Fischerhof 10 LageFlur: 9, Flurstück: 130            |              | 1134                          |       |
| Bild gesucht BW          | Ehemaliges Pfarrhaus                         | Braach, Zum Fischerhof 15 LageFlur: 9, Flurstück: 163/112        |              | 18. Jahrhundert               |       |
| Bild gesucht BW          | Brücke                                       | Braach LageFlur: 5, Flurstück: 106/1                             |              | 1911                          |       |

### Dankerode
| Bild            | Bezeichnung                   | Lage                                                        | Beschreibung | Bauzeit              | Daten |
| --------------- | ----------------------------- | ----------------------------------------------------------- | ------------ | -------------------- | ----- |
| Bild gesucht BW | Evangelische Kirche           | Dankerode, Am Lindenrain 8 LageFlur: 7, Flurstück: 16       |              | um 1520              |       |
| Bild gesucht BW | Hofanlage Brunnenweg 1        | Dankerode, Brunnenweg 1 LageFlur: 6, Flurstück: 47/7        |              | Ende 17. Jahrhundert |       |
| Bild gesucht BW | Hofanlage Stölzinger Straße 2 | Dankerode, Stölzinger Straße 2 LageFlur: 6, Flurstück: 19/2 |              | 1842                 |       |

### Erkshausen
| Bild                                    | Bezeichnung                                                | Lage                                                           | Beschreibung | Bauzeit                                 | Daten |
| --------------------------------------- | ---------------------------------------------------------- | -------------------------------------------------------------- | ------------ | --------------------------------------- | ----- |
| Direkt Bild zu diesem Denkmal hochladen | Gesamtanlage Erkshausen                                    | Erkshausen                                                     |              |                                         |       |
| Bild gesucht BW                         | Wohn-Wirtschaftsgebäude mit Scheune Alheimer Straße 2      | Erkshausen, Alheimer Straße 2 LageFlur: 3, Flurstück: 60/1     |              | Mitte bis zweite Hälfte 19. Jahrhundert |       |
| Bild gesucht BW                         | Wirtschaftsgebäude Alheimer Straße 3                       | Erkshausen, Alheimer Straße 3 LageFlur: 3, Flurstück: 200/144  |              | Spätes 19. Jahrhundert                  |       |
| Bild gesucht BW                         | Unterstallhaus Alheimer Straße 5                           | Erkshausen, Alheimer Straße 5 LageFlur: 3, Flurstück: 145/1    |              | 1517                                    |       |
| Bild gesucht BW                         | Fachwerkhaus sowie gegenüberstehendes Backhaus Am Weiher 1 | Erkshausen, Am Weiher 1 LageFlur: 3, Flurstück: 162/1 und 52/1 |              | 1825                                    |       |
| Bild gesucht BW                         | Einhaus Am Weiher 5                                        | Erkshausen, Am Weiher 5 LageFlur: 3, Flurstück: 166/2          |              | um 1700                                 |       |
| Bild gesucht BW                         | Tagelöhnerhaus Glockenweg 2                                | Erkshausen, Glockenweg 2 LageFlur: 3, Flurstück: 112           |              | Erstes Drittel 18. Jahrhundert          |       |
| Bild gesucht BW                         | Evangelische Kirche                                        | Erkshausen, Glockenweg 4 LageFlur: 3, Flurstück: 221/115       |              | vor 1567                                |       |
| Bild gesucht BW                         | Ehemalige Schule                                           | Erkshausen, Hauptstraße 1 LageFlur: 4, Flurstück: 299/152      |              | 1928/30                                 |       |
| Bild gesucht BW                         | Ehemalige Mühle                                            | Erkshausen, Hauptstraße 4 LageFlur: 4, Flurstück: 42/1         |              | 1805                                    |       |
| Bild gesucht BW                         | Unterstallhaus Hauptstraße 7                               | Erkshausen, Hauptstraße 7 LageFlur: 3, Flurstück: 85/1         |              | um 1700                                 |       |
| Bild gesucht BW                         | Unterstallhaus Hauptstraße 15                              | Erkshausen, Hauptstraße 15 LageFlur: 3, Flurstück: 98/1        |              | Frühes 18. Jahrhundert                  |       |
| Bild gesucht BW                         | Wohn-Wirtschaftsgebäude Hauptstraße 17                     | Erkshausen, Hauptstraße 17 LageFlur: 3, Flurstück: 220/110     |              | Zweite Hälfte 19. Jahrhundert           |       |
| Bild gesucht BW                         | Schmiede                                                   | Erkshausen, Hauptstraße 20 LageFlur: 3, Flurstück: 42/1        |              |                                         |       |
| Bild gesucht BW                         | Mühle                                                      | Erkshausen, Hauptstraße 23 LageFlur: 3, Flurstück: 44          |              | um 1750                                 |       |
| Bild gesucht BW                         | Hakenhof Heideweg 4                                        | Erkshausen, Heideweg 4 LageFlur: 3, Flurstück: 142/1           |              | nach 1700                               |       |
| Bild gesucht BW                         | Ehemaliger Schulsaal                                       | Erkshausen, Heideweg 6 LageFlur: 3, Flurstück: 138/1           |              | 2879                                    |       |
| Bild gesucht BW                         | Untermühle                                                 | Erkshausen, Untermühle 1 LageFlur: 2, Flurstück: 165 und 166   |              | 1828                                    |       |

### Lispenhausen
| Bild                                    | Bezeichnung                              | Lage                                                            | Beschreibung | Bauzeit                       | Daten |
| --------------------------------------- | ---------------------------------------- | --------------------------------------------------------------- | ------------ | ----------------------------- | ----- |
| Direkt Bild zu diesem Denkmal hochladen | Gesamtanlage Bahnhofstraße               | Lispenhausen                                                    |              |                               |       |
| Evangelische Kirche                     | Evangelische Kirche                      | Lispenhausen, An der Kirche LageFlur: 8, Flurstück: 427/69      |              | 1713                          |       |
| Bild gesucht BW                         | Erntennenhaus Bahnhofstraße 15           | Lispenhausen, Bahnhofstraße 15 LageFlur: 8, Flurstück: 31/4     |              | um 1700                       |       |
| Bild gesucht BW                         | Unterstallhaus Bahnhofstraße 20          | Lispenhausen, Bahnhofstraße 20 LageFlur: 8, Flurstück: 322/192  |              |                               |       |
| Bild gesucht BW                         | Ehemaliges Ernhaus Bahnhofstraße 21      | Lispenhausen, Bahnhofstraße 21 LageFlur: 8, Flurstück: 43/1     |              | um 1700                       |       |
| Bild gesucht BW                         | Wohn-Wirtschaftsgebäude Bahnhofstraße 23 | Lispenhausen, Bahnhofstraße 23 LageFlur: 8, Flurstück: 303/44   |              | Zweite Hälfte 19. Jahrhundert |       |
| Bild gesucht BW                         | Untere Wertheims Mühle                   | Lispenhausen, Gieseweg 17 LageFlur: 5, Flurstück: 108/2         |              | vor 1871                      |       |
| Bild gesucht BW                         | Riedels-Mühle                            | Lispenhausen, Gieseweg 81 LageFlur: 3, Flurstück: 32/1          |              | 1809                          |       |
| Bild gesucht BW                         | Malstein                                 | Lispenhausen, Nürnberger Straße 9 LageFlur: 7, Flurstück: 17/12 |              | 1806                          |       |
| Bild gesucht BW                         | Schule                                   | Lispenhausen, Schulstraße 16 LageFlur: 9, Flurstück: 508/81     |              | 1929/30                       |       |
| weitere Bilder                          | Ehemalige Wasserburg                     | Lispenhausen, Zur Wasserburg 31 LageFlur: 8, Flurstück: 179/2   |              | 1605                          |       |

### Mündershausen
| Bild            | Bezeichnung            | Lage                                                         | Beschreibung                                                          | Bauzeit                      | Daten |
| --------------- | ---------------------- | ------------------------------------------------------------ | --------------------------------------------------------------------- | ---------------------------- | ----- |
| Bild gesucht BW | Einhaus und Backhaus   | Mündershausen, Alte Hohle (5) LageFlur: 2, Flurstück: 38/1   |                                                                       | Erste Hälfte 18. Jahrhundert |       |
| Bild gesucht BW | Scheune Stockstraße 1  | Mündershausen, Stockstraße 1 LageFlur: 2, Flurstück: 30/1    |                                                                       | Ende 19. Jahrhundert         |       |
| Bild gesucht BW | Fachwerk Stockstraße 1 | Mündershausen, Stockstraße 1 LageFlur: 2, Flurstück: 30/1    | Das Haus Talstraße 11 aus Odensachsen wurde 1995 hierher transloziert |                              |       |
| Bild gesucht BW | Ehemalige Schule       | Mündershausen, Stockstraße (17) LageFlur: 2, Flurstück: 18/1 |                                                                       | Mitte 19. Jahrhundert        |       |

### Kernstadt
| Bild                                    | Bezeichnung                                                                  | Lage                                                                                    | Beschreibung | Bauzeit                                                                                             | Daten |
| --------------------------------------- | ---------------------------------------------------------------------------- | --------------------------------------------------------------------------------------- | --- | --------------------------------------------------------------------------------------------------- | ----- |
| weitere Bilder                          | Gesamtanlage Altstadt                                                        | Koordinaten fehlen! Hilf mit.                                                           | | |       |
| weitere Bilder                          | Gesamtanlage Neustadt                                                        | Koordinaten fehlen! Hilf mit.                                                           | | |       |
| weitere Bilder                          | Wohnhaus                                                                     | Altstadtstraße 2 LageFlur: 25, Flurstück: 433/1                                         | | um 1800                                                                                             |       |
| Bild gesucht BW                         | Wohnhaus                                                                     | Altstadtstraße 3 und Untergasse 7 LageFlur: 25, Flurstück: 405/1 und 406/1              | | 17. Jahrhundert                                                                                     |       |
| weitere Bilder                          | Wohnhaus                                                                     | Altstadtstraße 6 LageFlur: 25, Flurstück: 431/1                                         | | Spätes 16. Jahrhundert                                                                              |       |
| weitere Bilder                          | Wohnhaus                                                                     | Altstadtstraße 12 LageFlur: 25, Flurstück: 428/1                                        | | |       |
| weitere Bilder                          | Wohnhaus                                                                     | Altstadtstraße 16 LageFlur: 25, Flurstück: 427/1                                        | | |       |
| weitere Bilder                          | Stadtmauer und Hexenturm                                                     | Am Hexenturm LageFlur: 25, Flurstück:                                                   | Stadtmauer, 1290 erneuert, erhaltener Teil an der Ostseite mit Rundturm, dem sogenannten Hexenturm | |       |
| Kleintierstall                          | Kleintierstall                                                               | Am Hexenturm 3 LageFlur: 25, Flurstück: 189/1                                           | | |       |
| Ehemaliges Dekanatshaus                 | Ehemaliges Dekanatshaus                                                      | Am Kirchplatz 3 LageFlur: 7, Flurstück: 252/2                                           | | um 1700                                                                                             |       |
| Ehemaliges Brauhaus                     | Ehemaliges Brauhaus                                                          | Am Kirchplatz 4 LageFlur: 7, Flurstück: 249                                             | | 1786                                                                                                |       |
| Wohnhaus                                | Wohnhaus                                                                     | Am Kirchplatz 5 LageFlur: 7, Flurstück: 248                                             | | um 1800                                                                                             |       |
| Wohnhaus                                | Wohnhaus                                                                     | Am Kirchplatz 13 LageFlur: 7, Flurstück: 235                                            | | Spätes 17. Jahrhundert                                                                              |       |
| Wohnhaus                                | Wohnhaus                                                                     | Am Kirchplatz 14 LageFlur: 7, Flurstück: 238/3                                          | | Zweite Hälfte 18. Jahrhundert                                                                       |       |
| weitere Bilder                          | Evangelische Pfarrkirche, ehemalige Stiftskirche St. Elisabeth und St. Maria | Am Kirchplatz 15 LageFlur: 7, Flurstück: 244/6                                          | | ab 1371                                                                                             |       |
| weitere Bilder                          | Wohnhaus                                                                     | Am Rainchen 1 LageFlur: 25, Flurstück: 326/1                                            | | 2. Hälfte 17. Jahrhundert                                                                           |       |
| weitere Bilder                          | Wohnhaus                                                                     | Am Rainchen 3 LageFlur: 25, Flurstück: 327/1                                            | | 16. Jahrhundert                                                                                     |       |
| weitere Bilder                          | Wohnhaus                                                                     | Am Rainchen 6 LageFlur: 25, Flurstück: 415/1                                            | | Mitte 18. Jahrhundert                                                                               |       |
| weitere Bilder                          | Wohnhaus                                                                     | Am Rainchen 11 und 13 LageFlur: 25, Flurstück: 416/1 und 417/1                          | | |       |
| weitere Bilder                          | Wohnhaus                                                                     | Am Rainchen 15 LageFlur: 25, Flurstück: 418/1                                           | | Mitte 18. Jahrhundert                                                                               |       |
| weitere Bilder                          | Wohnhaus                                                                     | Am Schloßtor 1 LageFlur: 25, Flurstück: 436/1                                           | | Mitte 18. Jahrhundert                                                                               |       |
| weitere Bilder                          | Wohnhaus                                                                     | Am Schloßtor 2, Ecke Brückengasse 14 LageFlur: 25, Flurstück: 387/1                     | | um 1700                                                                                             |       |
| weitere Bilder                          | Wohnhaus                                                                     | Am Schloßtor 3 LageFlur: 25, Flurstück: 438/2                                           | | um 1700                                                                                             |       |
| weitere Bilder                          | Wohnhaus                                                                     | Am Schloßtor 4 LageFlur: 25, Flurstück: 385/1                                           | | Erste Hälfte 16. Jahrhundert                                                                        |       |
| weitere Bilder                          | Ehemaliger Marstall                                                          | Am Schloßtor 5 LageFlur: 25, Flurstück: 382/28                                          | | 1603                                                                                                |       |
| weitere Bilder                          | Wohnhaus                                                                     | Am Schloßtor 6 LageFlur: 25, Flurstück: 383/1                                           | | |       |
| weitere Bilder                          | Ehemaliges Schloss der Landgrafen von Hessen                                 | Am Schloßtor 7 LageFlur: 25, Flurstück: 382/4                                           | | 1470                                                                                                |       |
| Bild gesucht BW                         | Schlosspark                                                                  | Am Schloßtor LageFlur: 25, Flurstück: 468/15, 441/5, 441/6, 441/7 und 442/12            | | |       |
| weitere Bilder                          | Wohnhaus                                                                     | Badegasse 5 LageFlur: 25, Flurstück: 149/1                                              | | um 1800                                                                                             |       |
| weitere Bilder                          | Wohnhaus                                                                     | Badegasse 6 LageFlur: 25, Flurstück: 165/2                                              | | 16. Jahrhundert                                                                                     |       |
| weitere Bilder                          | Wohnhaus                                                                     | Badegasse 14 LageFlur: 25, Flurstück: 157/2                                             | | um 1710                                                                                             |       |
| Bild gesucht BW                         | Wohnhaus                                                                     | Borngasse 5 LageFlur: 25, Flurstück: 113/2                                              | | Ende 19. Jahrhundert                                                                                |       |
| Bild gesucht BW                         | Wohnhaus                                                                     | Borngasse 9 LageFlur: 25, Flurstück: 110/3                                              | | |       |
| Bild gesucht BW                         | Villa                                                                        | Borngasse 33 LageFlur: 25, Flurstück: 24/1                                              | | nach 1900                                                                                           |       |
| Jakob-Grimm-Schule                      | Jakob-Grimm-Schule                                                           | Braacher Straße 15 LageFlur: 29, Flurstück: 54/5                                        | | 1907-1908                                                                                           |       |
| weitere Bilder                          | Ehemals Wohnhaus mit Mikwe, jetzt Jüdisches Museum                           | Brauhausstraße 2 LageFlur: 7, Flurstück: 269                                            | | um 1800                                                                                             |       |
| Ehemaliges Kanonikerhaus                | Ehemaliges Kanonikerhaus                                                     | Brauhausstraße 6 und Neustadtstraße 6 LageFlur: 7, Flurstück: 253 und 254               | | um 1500                                                                                             |       |
| weitere Bilder                          | Hofanlage                                                                    | Brauhausstraße 8 LageFlur: 7, Flurstück: 250                                            | | 1870                                                                                                |       |
| weitere Bilder                          | Wohnhaus                                                                     | Brauhausstraße 10 LageFlur: 7, Flurstück: 229                                           | | kurz nach 1800                                                                                      |       |
| weitere Bilder                          | Doppelwohnhaus                                                               | Breitenstraße 1 und 3 LageFlur: 25, Flurstück: 334/1                                    | | um 1800                                                                                             |       |
| weitere Bilder                          | Wohnhaus                                                                     | Breitenstraße 2 LageFlur: 25, Flurstück: 312/1                                          | | um 1650                                                                                             |       |
| weitere Bilder                          | Wohnhaus                                                                     | Breitenstraße 4 und 6 LageFlur: 25, Flurstück: 311/1 und 310/1                          | | Mitte 17. Jahrhundert                                                                               |       |
| weitere Bilder                          | Wohnhaus                                                                     | Breitenstraße 5 LageFlur: 25, Flurstück: 335/3                                          | | 16. Jahrhundert                                                                                     |       |
| weitere Bilder                          | Wohnhaus                                                                     | Breitenstraße 9 LageFlur: 25, Flurstück: 341                                            | | Erste Hälfte 18. Jahrhundert                                                                        |       |
| weitere Bilder                          | Wohnhaus                                                                     | Breitenstraße 10 LageFlur: 25, Flurstück: 304/1                                         | | Mitte 17. Jahrhundert                                                                               |       |
| weitere Bilder                          | Wohnhaus                                                                     | Breitenstraße 11 LageFlur: 25, Flurstück: 342                                           | | Spätes 18. Jahrhundert                                                                              |       |
| weitere Bilder                          | Wohnhaus                                                                     | Breitenstraße 12 LageFlur: 25, Flurstück: 303/1                                         | | |       |
| weitere Bilder                          | Wohnhaus                                                                     | Breitenstraße 13 LageFlur: 25, Flurstück: 345                                           | | 1480                                                                                                |       |
| weitere Bilder                          | Wohnhaus                                                                     | Breitenstraße 15 LageFlur: 25, Flurstück: 346                                           | | Spätes 18. Jahrhundert                                                                              |       |
| weitere Bilder                          | Wohnhaus                                                                     | Breitenstraße 17 LageFlur: 25, Flurstück: 351 und 352/1                                 | | Erste Hälfte 18. Jahrhundert                                                                        |       |
| weitere Bilder                          | Wohnhaus                                                                     | Breitenstraße 19 und 21 LageFlur: 25, Flurstück: 352/2 und 353/1                        | | |       |
| weitere Bilder                          | Wohnhaus                                                                     | Breitenstraße 20 LageFlur: 25, Flurstück: 140/5                                         | | Zweite Hälfte 17. Jahrhundert                                                                       |       |
| weitere Bilder                          | Wohnhaus                                                                     | Breitenstraße 22 LageFlur: 25, Flurstück: 139                                           | | Spätes 19. Jahrhundert                                                                              |       |
| weitere Bilder                          | Wohnhaus                                                                     | Breitenstraße 23 LageFlur: 25, Flurstück: 354/1                                         | | 19. Jahrhundert                                                                                     |       |
| weitere Bilder                          | Wohnhaus                                                                     | Breitenstraße 24 LageFlur: 25, Flurstück: 138/1                                         | | um 1650                                                                                             |       |
| weitere Bilder                          | Wohnhaus                                                                     | Breitenstraße 25 LageFlur: 25, Flurstück: 357/1                                         | | Spätes 18. Jahrhundert                                                                              |       |
| weitere Bilder                          | Wohnhaus                                                                     | Breitenstraße 26 LageFlur: 25, Flurstück: 136/1                                         | | 2. Hälfte 17. Jahrhundert                                                                           |       |
| weitere Bilder                          | Wohnhaus                                                                     | Breitenstraße 29 LageFlur: 25, Flurstück: 368/1                                         | | |       |
| weitere Bilder                          | Wohnhaus                                                                     | Breitenstraße 31 LageFlur: 25, Flurstück: 369/1                                         | | um 1800                                                                                             |       |
| weitere Bilder                          | Wohnhaus                                                                     | Breitenstraße 33 LageFlur: 25, Flurstück: 370/1                                         | | um 1650                                                                                             |       |
| weitere Bilder                          | Wohnhaus                                                                     | Breitenstraße 35 LageFlur: 25, Flurstück: 375/1                                         | | um 1800                                                                                             |       |
| weitere Bilder                          | Wohnhaus                                                                     | Breitenstraße 37 LageFlur: 25, Flurstück: 376/2                                         | | Zweite Hälfte 18. Jahrhundert                                                                       |       |
| weitere Bilder                          | Wohnhaus                                                                     | Breitenstraße 39 LageFlur: 25, Flurstück: 377/3                                         | | nach 1478                                                                                           |       |
| weitere Bilder                          | Wohnhaus                                                                     | Breitenstraße 41 LageFlur: 25, Flurstück: 378/1                                         | | um 1800                                                                                             |       |
| weitere Bilder                          | Wohnhaus                                                                     | Breitenstraße 45 LageFlur: 25, Flurstück: 380/1                                         | | |       |
| weitere Bilder                          | Wohnhaus                                                                     | Breitenstraße 49 LageFlur: 25, Flurstück: 381/1                                         | | |       |
| weitere Bilder                          | Wohnhaus                                                                     | Brotgasse 1 LageFlur: 7, Flurstück: 114/1                                               | | um 1800                                                                                             |       |
| weitere Bilder                          | Wohnhaus                                                                     | Brotgasse 2 und Steinweg 12 LageFlur: 7, Flurstück: 112 und 113                         | | |       |
| weitere Bilder                          | Wohnhaus                                                                     | Brotgasse 3 LageFlur: 7, Flurstück: 116/1                                               | | Ende 18. Jahrhundert                                                                                |       |
| Wohnhaus                                | Wohnhaus                                                                     | Brotgasse 5 LageFlur: 7, Flurstück: 117/1                                               | | Zweite Hälfte 17. Jahrhundert                                                                       |       |
| weitere Bilder                          | Hoftor                                                                       | Brotgasse 6 und Hinter der Mühle 7 LageFlur: 7, Flurstück: 714/98                       | | |       |
| weitere Bilder                          | Wohnhaus                                                                     | Brotgasse 8 LageFlur: 7, Flurstück: 711/94                                              | | 1747                                                                                                |       |
| weitere Bilder                          | Wohnhaus                                                                     | Brotgasse 9 LageFlur: 7, Flurstück: 119                                                 | | um 1700                                                                                             |       |
| Bild gesucht BW                         | Wohnhaus                                                                     | Brotgasse 11 LageFlur: 7, Flurstück: 120                                                | 2025 nicht mehr existent | um 1700                                                                                             |       |
| Wohnhaus                                | Wohnhaus                                                                     | Brotgasse 13 LageFlur: 7, Flurstück: 122                                                | | nach 1820                                                                                           |       |
| weitere Bilder                          | Wohnhaus                                                                     | Brotgasse 15 LageFlur: 7, Flurstück: 123                                                | | Mitte 18. Jahrhundert                                                                               |       |
| weitere Bilder                          | Wohnhaus                                                                     | Brotgasse 16 LageFlur: 7, Flurstück: 86/2                                               | | nach 1820                                                                                           |       |
| weitere Bilder                          | Wohnhaus                                                                     | Brotgasse 17 LageFlur: 7, Flurstück: 132                                                | | |       |
| weitere Bilder                          | Wohnhaus                                                                     | Brotgasse 18 LageFlur: 7, Flurstück: 81/1                                               | | Letztes Drittel 17. Jahrhundert                                                                     |       |
| weitere Bilder                          | Wohnhaus                                                                     | Brotgasse 20 LageFlur: 7, Flurstück: 80                                                 | | Spätes 17. Jahrhundert                                                                              |       |
| weitere Bilder                          | Wohnhaus                                                                     | Brotgasse 22 LageFlur: 7, Flurstück: 432/74                                             | | Zweite Hälfte 17. Jahrhundert                                                                       |       |
| weitere Bilder                          | Wohnhaus                                                                     | Brotgasse 24 LageFlur: 7, Flurstück: 75/1                                               | | Spätes 17. Jahrhundert                                                                              |       |
| weitere Bilder                          | Wohnhaus                                                                     | Brotgasse 25 LageFlur: 7, Flurstück: 138/1                                              | | Mitte 19. Jahrhundert                                                                               |       |
| weitere Bilder                          | Wohnhaus                                                                     | Brotgasse 26 LageFlur: 7, Flurstück: 607/73                                             | | Spätes 17. Jahrhundert                                                                              |       |
| weitere Bilder                          | Wohnhaus                                                                     | Brotgasse 28 LageFlur: 7, Flurstück: 528/73                                             | | 1680                                                                                                |       |
| weitere Bilder                          | Wohnhaus                                                                     | Brotgasse 30 LageFlur: 7, Flurstück: 70/1                                               | | |       |
| weitere Bilder                          | Wohnhaus                                                                     | Brotgasse 32 LageFlur: 7, Flurstück: 68/1                                               | | Mitte 18. Jahrhundert                                                                               |       |
| Wohnhaus                                | Wohnhaus                                                                     | Brückengasse 2 LageFlur: 25, Flurstück: 367/1                                           | | um 1800                                                                                             |       |
| weitere Bilder                          | Wohnhaus                                                                     | Brückengasse 6 LageFlur: 25, Flurstück: 365/2                                           | | Frühes 18. Jahrhundert                                                                              |       |
| weitere Bilder                          | Wohnhaus                                                                     | Brückengasse 8 LageFlur: 25, Flurstück: 364/2                                           | | |       |
| weitere Bilder                          | Wohnhaus                                                                     | Brückengasse 9 LageFlur: 25, Flurstück: 390/1                                           | | 16. Jahrhundert                                                                                     |       |
| weitere Bilder                          | Wohnhaus                                                                     | Brückengasse 11 LageFlur: 25, Flurstück: 391/1                                          | | Spätes 19. Jahrhundert                                                                              |       |
| weitere Bilder                          | Wohnhaus                                                                     | Brückengasse 12 LageFlur: 25, Flurstück: 389/1                                          | | Spätes 17. Jahrhundert                                                                              |       |
| weitere Bilder                          | Ehemals Landgräfliches Jägerhaus                                             | Brückengasse 13 LageFlur: 25, Flurstück: 387/1                                          | | 1698                                                                                                |       |
| weitere Bilder                          | Wohnhaus                                                                     | Brückengasse 14 LageFlur: 25, Flurstück: 392/4                                          | | Spätes 17. Jahrhundert                                                                              |       |
| weitere Bilder                          | Wohnhaus                                                                     | Brückengasse 16 LageFlur: 25, Flurstück: 435/1                                          | | um 1800                                                                                             |       |
| weitere Bilder                          | Wohnhaus                                                                     | Burggasse 6 LageFlur: 25, Flurstück: 178/1                                              | | Mitte 18. Jahrhundert                                                                               |       |
| weitere Bilder                          | Wohnhaus                                                                     | Burggasse 8 und 10 LageFlur: 25, Flurstück: 179/1                                       | | |       |
| Bild gesucht BW                         | Wohnhaus                                                                     | Dickenrück 1 LageFlur: 18, Flurstück: 7/24                                              | | 1707                                                                                                |       |
| Bild gesucht BW                         | Wohnhaus                                                                     | Ellingröder Straße 1 LageFlur: 28, Flurstück: 12/4                                      | | |       |
| Bild gesucht BW                         | Wohnhaus                                                                     | Forststraße 1 LageFlur: 23, Flurstück: 20/20                                            | | Anfang 20. Jahrhundert                                                                              |       |
| weitere Bilder                          | Wohnhaus                                                                     | Hintergasse 3 LageFlur: 7, Flurstück: 328                                               | | 1744                                                                                                |       |
| weitere Bilder                          | Wohnhaus                                                                     | Hofweg 2 LageFlur: 25, Flurstück: 371/1                                                 | | Ende 18. Jahrhundert                                                                                |       |
| weitere Bilder                          | Wohnhaus                                                                     | Hofweg 10 LageFlur: 25, Flurstück: 388/1                                                | | Mitte 18. Jahrhundert                                                                               |       |
| Bild gesucht BW                         | Forsthaus                                                                    | Im Heienbach 61 LageFlur: 9, Flurstück: 65/2 und 9                                      | | Zweite Hälfte 19. Jahrhundert                                                                       |       |
| weitere Bilder                          | Wohnhaus                                                                     | Hospitalgasse 2 LageFlur: 25, Flurstück: 202/1                                          | | 1756                                                                                                |       |
| weitere Bilder                          | Wohnhaus                                                                     | Im Zwickel 5 und 7 LageFlur: 7, Flurstück: 734/186 und 733/185                          | | Zweite Hälfte des 17. Jahrhunderts (Hinweis: Die Inschrift 1710 bezieht sich nicht auf das Baujahr) |       |
| weitere Bilder                          | Wohnhaus                                                                     | Im Zwickel 6 LageFlur: 7, Flurstück: 164/3                                              | | um 1700                                                                                             |       |
| weitere Bilder                          | Wohnhaus                                                                     | Im Zwickel 8 LageFlur: 7, Flurstück: 168/3                                              | | um 1700                                                                                             |       |
| weitere Bilder                          | Wohnhaus                                                                     | Im Zwickel 13 LageFlur: 7, Flurstück: 181                                               | | |       |
| Bild gesucht BW                         | Villa Wildeck                                                                | Kasseler Straße 48 LageFlur: 12, Flurstück: 18/1                                        | | Ende 18. Jahrhundert                                                                                |       |
| Bild gesucht BW                         | Wohnhaus                                                                     | Kasseler Straße 80 LageFlur: 5, Flurstück: 124/5                                        | | Frühes 20. Jahrhundert                                                                              |       |
| weitere Bilder                          | Wohnhaus                                                                     | Lindenstraße 2 LageFlur: 7, Flurstück: 189                                              | | um 1700                                                                                             |       |
| weitere Bilder                          | Wohnhaus                                                                     | Lindenstraße 7 LageFlur: 7, Flurstück: 221/1                                            | | Zweite Hälfte 17. Jahrhundert                                                                       |       |
| weitere Bilder                          | Wohnhaus                                                                     | Lindenstraße 9 LageFlur: 7, Flurstück: 217/1                                            | | Spätes 17. Jahrhundert                                                                              |       |
| weitere Bilder                          | Wohnhaus                                                                     | Lindenstraße 10 LageFlur: 7, Flurstück: 546/195                                         | | 1670                                                                                                |       |
| Wohnhaus                                | Wohnhaus                                                                     | Lindenstraße 12 und 14 LageFlur: 7, Flurstück: 194/1 und 196/1                          | | 17. Jahrhundert                                                                                     |       |
| weitere Bilder                          | Wohnhaus                                                                     | Lindenstraße 16 LageFlur: 7, Flurstück: 198/3                                           | | 18. Jahrhundert                                                                                     |       |
| weitere Bilder                          | Wohnhaus                                                                     | Lindenstraße 18 LageFlur: 7, Flurstück: 200                                             | | Zweite Hälfte 17. Jahrhundert                                                                       |       |
| weitere Bilder                          | Alte Stadtschule                                                             | Löbergasse 2 und 4 LageFlur: 25, Flurstück: 144/1 und 145/1                             | | 1651                                                                                                |       |
| weitere Bilder                          | Wohnhaus                                                                     | Löbergasse 14 LageFlur: 25, Flurstück: 154/1                                            | | Mitte 17. Jahrhundert                                                                               |       |
| weitere Bilder                          | Wohnhaus                                                                     | Löbergasse 16 LageFlur: 25, Flurstück: 156/2                                            | | |       |
| Brunnen                                 | Brunnen                                                                      | Marktplatz, nordwestlich der Kirche LageFlur: 25, Flurstück: 548/12                     | | 1835                                                                                                |       |
| weitere Bilder                          | Evangelische Pfarrkirche, Jakobikirche                                       | Marktplatz 1 LageFlur: 25, Flurstück: 142/5                                             | | 14. Jahrhundert                                                                                     |       |
| weitere Bilder                          | Wohnhaus                                                                     | Marktplatz 2 LageFlur: 25, Flurstück: 143/2                                             | | Zweite Hälfte 17. Jahrhundert                                                                       |       |
| weitere Bilder                          | Wohnhaus                                                                     | Marktplatz 3 LageFlur: 25, Flurstück: 146/1                                             | | um 1800                                                                                             |       |
| weitere Bilder                          | Wohnhaus                                                                     | Marktplatz 4 LageFlur: 25, Flurstück: 146/3                                             | | |       |
| weitere Bilder                          | Wohnhaus                                                                     | Marktplatz 5 LageFlur: 25, Flurstück: 147/1                                             | | |       |
| weitere Bilder                          | Wohnhaus                                                                     | Marktplatz 6 LageFlur: 25, Flurstück: 148/1                                             | | Mitte 17. Jahrhundert                                                                               |       |
| weitere Bilder                          | Wohnhaus                                                                     | Marktplatz 11 LageFlur: 25, Flurstück: 249/1                                            | | Zweite Hälfte 17. Jahrhundert                                                                       |       |
| weitere Bilder                          | Wohnhaus                                                                     | Marktplatz 12 LageFlur: 25, Flurstück: 253/3                                            | | 16. Jahrhundert                                                                                     |       |
| weitere Bilder                          | Wohnhaus                                                                     | Marktplatz 13 LageFlur: 25, Flurstück: 290/2                                            | | 2. Hälfte 17. Jahrhundert                                                                           |       |
| weitere Bilder                          | Rathaus                                                                      | Marktplatz 15 LageFlur: 25, Flurstück: 294/1                                            | | |       |
| weitere Bilder                          | Wohnhaus                                                                     | Neustadtstraße 4 LageFlur: 7, Flurstück: 256/1                                          | | um 1700                                                                                             |       |
| weitere Bilder                          | Wohnhaus                                                                     | Neustadtstraße 17 LageFlur: 7, Flurstück: 279                                           | | |       |
| weitere Bilder                          | Wohnhaus                                                                     | Neustadtstraße 19 LageFlur: 7, Flurstück: 637/180                                       | | Zweite Hälfte 17. Jahrhundert                                                                       |       |
| weitere Bilder                          | Wohnhaus                                                                     | Neustadtstraße 20 LageFlur: 7, Flurstück: 313/1                                         | | um 1700                                                                                             |       |
| weitere Bilder                          | Wohnhaus                                                                     | Neustadtstraße 21 LageFlur: 7, Flurstück: 286/1                                         | | |       |
| weitere Bilder                          | Wohnhaus                                                                     | Neustadtstraße 22 LageFlur: 7, Flurstück: 638/281                                       | | Frühes 18. Jahrhundert                                                                              |       |
| weitere Bilder                          | Wohnhaus                                                                     | Neustadtstraße 23 LageFlur: 7, Flurstück: 286/1                                         | | Frühes 18. Jahrhundert                                                                              |       |
| weitere Bilder                          | Wohnhaus                                                                     | Neustadtstraße 24 und 26 LageFlur: 7, Flurstück: 309 und 310                            | | nach 1700                                                                                           |       |
| Wohnhaus                                | Wohnhaus                                                                     | Neustadtstraße 25 und 27 LageFlur: 7, Flurstück: 287 und 288                            | | vor 1750                                                                                            |       |
| weitere Bilder                          | Wohnhaus                                                                     | Neustadtstraße 30 und 32 LageFlur: 7, Flurstück: 306/1 und 307/1                        | | 18. Jahrhundert                                                                                     |       |
| Wohnhaus                                | Wohnhaus                                                                     | Obergasse 3 LageFlur: 25, Flurstück: 347                                                | | 1735                                                                                                |       |
| Bild gesucht BW                         | Villa                                                                        | Obertor 20 LageFlur: 25, Flurstück: 72/1                                                | | 1913                                                                                                |       |
| weitere Bilder                          | Wohnhaus                                                                     | Poststraße 1 LageFlur: 7, Flurstück: 160/2                                              | | 1753                                                                                                |       |
| weitere Bilder                          | Wohnhaus                                                                     | Poststraße 2 LageFlur: 7, Flurstück: 159/1                                              | | um 1700                                                                                             |       |
| Wohnhaus                                | Wohnhaus                                                                     | Poststraße 4 LageFlur: 7, Flurstück: 531/158                                            | | um 1900                                                                                             |       |
| Wohnhaus                                | Wohnhaus                                                                     | Poststraße 6 LageFlur: 7, Flurstück: 157/4                                              | | Zweite Hälfte 19. Jahrhundert                                                                       |       |
| weitere Bilder                          | Ehemaliges Gesundheitsamt                                                    | Poststraße 8 LageFlur: 7, Flurstück: 157/12                                             | | |       |
| Wohnhaus                                | Wohnhaus                                                                     | Querweingasse 1 LageFlur: 25, Flurstück: 313/1                                          | | um 1650                                                                                             |       |
| weitere Bilder                          | Wohnhaus                                                                     | Querweingasse 2 LageFlur: 25, Flurstück: 324/1 und 325/1                                | | 2. Hälfte 17. Jahrhundert                                                                           |       |
| weitere Bilder                          | Wohnhaus                                                                     | Querweingasse 3 LageFlur: 25, Flurstück: 314/1                                          | | |       |
| weitere Bilder                          | Wohnhaus                                                                     | Querweingasse 22 LageFlur: 25, Flurstück: 266/1                                         | | 1722                                                                                                |       |
| weitere Bilder                          | Wohnhaus, ehemalige Alte Wache                                               | Sankt-Georg-Straße 2 LageFlur: 25, Flurstück: 246                                       | | 1829                                                                                                |       |
| Wohnhaus                                | Wohnhaus                                                                     | Sankt-Georg-Straße 4 und 6 LageFlur: 25, Flurstück: 244/1 und 245                       | | 18. Jahrhundert                                                                                     |       |
| weitere Bilder                          | Wohnhaus                                                                     | Sankt-Georg-Straße 10 LageFlur: 25, Flurstück: 242/2                                    | | um 1800                                                                                             |       |
| weitere Bilder                          | Wohnhaus                                                                     | Sankt-Georg-Straße 11 LageFlur: 25, Flurstück: 201/1                                    | | |       |
| Wohnhaus                                | Wohnhaus                                                                     | Sankt-Georg-Straße 14 LageFlur: 25, Flurstück: 212/2                                    | | 16. Jahrhundert                                                                                     |       |
| Bild gesucht BW                         | Ehemalige Sankt-Georg-Kapelle                                                | Sankt-Georg-Straße 15 LageFlur: 25, Flurstück: 190/1                                    | | Erste Hälfte 14. Jahrhundert                                                                        |       |
| weitere Bilder                          | Wohnhaus                                                                     | Sankt-Georg-Straße 20 LageFlur: 25, Flurstück: 206/3                                    | | um 1700                                                                                             |       |
| weitere Bilder                          | Ehemaliges Wirtschaftsgebäude                                                | Scheunengasse 1 LageFlur: 7, Flurstück: 356/1                                           | | um 1800                                                                                             |       |
| weitere Bilder                          | Scheune                                                                      | Scheunengasse 3 LageFlur: 7, Flurstück: 355/1                                           | | 16. Jahrhundert                                                                                     |       |
| weitere Bilder                          | Wohnhaus                                                                     | Scheunengasse 4 LageFlur: 7, Flurstück: 393/3                                           | | |       |
| weitere Bilder                          | Ehemaliges Wirtschaftsgebäude                                                | Scheunengasse 5 und 7 LageFlur: 7, Flurstück: 349/1 und 350/1                           | | 1696                                                                                                |       |
| weitere Bilder                          | Wohnhaus                                                                     | Scheunengasse 6 LageFlur: 7, Flurstück: 394/3                                           | | 1691                                                                                                |       |
| Wohnhaus                                | Wohnhaus                                                                     | Scheunengasse 12 LageFlur: 7, Flurstück: 411/3                                          | | Zweite Hälfte 19. Jahrhundert                                                                       |       |
| weitere Bilder                          | Wohnhaus                                                                     | Scheunengasse 17 LageFlur: 7, Flurstück: 331/2                                          | | Anfang 19. Jahrhundert                                                                              |       |
| Bild gesucht BW                         | Schlossbrunnen                                                               | Schlossgasse (ehemals Hasengasse) LageFlur: 25, Flurstück: 381/11                       | | |       |
| weitere Bilder                          | Wohnhaus                                                                     | Schlossgasse (ehemals Hasengasse) 1 und 3 LageFlur: 25, Flurstück: 373 und 376/4        | | 1662                                                                                                |       |
| weitere Bilder                          | Ehemalige Stiftsherrschaft, sogenanntes Steinernes Haus                      | Steinweg 1 LageFlur: 7, Flurstück: 671/260                                              | Dreigeschossiger massiver Oberbau um 1357 errichtet als das Stift aus der Alt- in die Neustadt verlegt wurde, Keller um 1200. Fachwerkobergeschoss, Schopfwalmdach, flussseitiges Zwerchhaus und Portal von 1686 als Johann Caspar Aitinger das Haus ausbauen ließ. | um 1357                                                                                             |       |
| Wohnhaus                                | Wohnhaus                                                                     | Steinweg 4 LageFlur: 7, Flurstück: 106                                                  | | um 1800                                                                                             |       |
| weitere Bilder                          | Wohnhaus                                                                     | Steinweg 6 LageFlur: 7, Flurstück: 108                                                  | | um 1800                                                                                             |       |
| weitere Bilder                          | Wohnhaus                                                                     | Steinweg 7 LageFlur: 7, Flurstück: 464/240                                              | | Spätes 15. Jahrhundert                                                                              |       |
| weitere Bilder                          | Wohnhaus                                                                     | Steinweg 9 LageFlur: 7, Flurstück: 239                                                  | | um 1700                                                                                             |       |
| weitere Bilder                          | Ehemaliger Adelssitz                                                         | Steinweg 11 LageFlur: 7, Flurstück: 238/2                                               | | 1595                                                                                                |       |
| weitere Bilder                          | Fürstliche Landvogtei                                                        | Steinweg 13 LageFlur: 7, Flurstück: 715/227                                             | | 18. Jahrhundert                                                                                     |       |
| weitere Bilder                          | Alte Landvogtei                                                              | Steinweg 15 LageFlur: 7, Flurstück: 698/227                                             | | 1555                                                                                                |       |
| weitere Bilder                          | Wohnhaus                                                                     | Steinweg 18 LageFlur: 7, Flurstück: 127/1 und 128/1                                     | | um 1900                                                                                             |       |
| weitere Bilder                          | Wohnhaus                                                                     | Steinweg 20 LageFlur: 7, Flurstück: 131/2                                               | | vor 1800                                                                                            |       |
| weitere Bilder                          | Wohnhaus                                                                     | Steinweg 24 LageFlur: 7, Flurstück: 156                                                 | | Mitte 17. Jahrhundert                                                                               |       |
| weitere Bilder                          | Wohnhaus                                                                     | Steinweg 26 LageFlur: 7, Flurstück: 157/9                                               | | um 1800                                                                                             |       |
| weitere Bilder                          | Wohnhaus                                                                     | Taubengasse 1 LageFlur: 25, Flurstück: 251/1                                            | | 2. Hälfte 17. Jahrhundert                                                                           |       |
| weitere Bilder                          | Wohnhaus                                                                     | Taubengasse 5 LageFlur: 25, Flurstück: 253/3                                            | | Mitte 17. Jahrhundert                                                                               |       |
| weitere Bilder                          | Wohnhaus                                                                     | Taubengasse 11 LageFlur: 25, Flurstück: 257/3                                           | | 17. Jahrhundert                                                                                     |       |
| weitere Bilder                          | Stadtmauer mit Rundturm                                                      | Turmgasse, An der Stadtmauer LageFlur: 25, Flurstück: 133/3, 133/5, 133/6, 133/7, 133/8 | | |       |
| weitere Bilder                          | Wohnhaus                                                                     | Turmgasse 7 LageFlur: 25, Flurstück: 220/2                                              | | 19. Jahrhundert                                                                                     |       |
| Bild gesucht BW                         | Wohnhaus                                                                     | Untergasse 3 LageFlur: 25, Flurstück: 337/1                                             | | Mitte 19. Jahrhundert                                                                               |       |
| Bild gesucht BW                         | Wohnhaus                                                                     | Untertor 14 LageFlur: 25, Flurstück: 93/1                                               | | um 1900                                                                                             |       |
| Bild gesucht BW                         | Wohnhaus                                                                     | Untertor 15 LageFlur: 25, Flurstück: 225/103                                            | | 1910er Jahre                                                                                        |       |
| Bild gesucht BW                         | Wohnhaus                                                                     | Untertor 16 LageFlur: 25, Flurstück: 93/4                                               | | um 1900                                                                                             |       |
| Bild gesucht BW                         | Wohnhaus                                                                     | Untertor 19 LageFlur: 25, Flurstück: 103/3                                              | | um 1910                                                                                             |       |
| Bild gesucht BW                         | Wohnhaus                                                                     | Untertor 27 LageFlur: 25, Flurstück: 109/6                                              | | Anfang 20. Jahrhundert                                                                              |       |
| Trafohäuschen                           | Trafohäuschen                                                                | Waldweg LageFlur: 5, Flurstück: 60/2                                                    | | um 1900                                                                                             |       |
| Wohnhaus                                | Wohnhaus                                                                     | Waldweg 3 LageFlur: 11, Flurstück: 60/5                                                 | | um 1900                                                                                             |       |
| Wohnhaus                                | Wohnhaus                                                                     | Waldweg 11 LageFlur: 5, Flurstück: 407/75                                               | | Erstes Drittel 20. Jahrhundert                                                                      |       |
| weitere Bilder                          | Wohnhaus                                                                     | Webergasse 1 LageFlur: 25, Flurstück: 247/1                                             | | |       |
| weitere Bilder                          | Wohnhaus                                                                     | Webergasse 7 LageFlur: 25, Flurstück: 235/1                                             | | |       |
| weitere Bilder                          | Wohnhaus                                                                     | Webergasse 9 LageFlur: 25, Flurstück: 232/1                                             | | nach 1820                                                                                           |       |
| weitere Bilder                          | Wohnhaus                                                                     | Webergasse 11 LageFlur: 25, Flurstück: 231/3                                            | | um 1700                                                                                             |       |
| Bild gesucht BW                         | Villa                                                                        | Weidenberggasse 5 LageFlur: 25, Flurstück: 269/1                                        | | |       |
| Bild gesucht BW                         | Wohnhaus                                                                     | Weidenberggasse 6 LageFlur: 25, Flurstück: 83/1                                         | | |       |
| Bild gesucht BW                         | Finanzamt                                                                    | Weidenberggasse 13 LageFlur: 25, Flurstück: 4/1                                         | | um 1920                                                                                             |       |
| weitere Bilder                          | Wohnhaus                                                                     | Weingasse 1 LageFlur: 25, Flurstück: 290/1                                              | | |       |
| weitere Bilder                          | Wohnhaus                                                                     | Weingasse 3 LageFlur: 25, Flurstück: 290/2                                              | | |       |
| weitere Bilder                          | Wohnhaus                                                                     | Weingasse 5 LageFlur: 25, Flurstück: 290/2                                              | | |       |
| weitere Bilder                          | Wohnhaus                                                                     | Weingasse 9 LageFlur: 25, Flurstück: 287/1                                              | | |       |
| weitere Bilder                          | Wohnhaus                                                                     | Weingasse 10 LageFlur: 25, Flurstück: 306/1                                             | | |       |
| Bild gesucht BW                         | Wohnhaus                                                                     | Weingasse 15 LageFlur: 25, Flurstück: 277/1                                             | | |       |
| weitere Bilder                          | Wohnhaus                                                                     | Weingasse 16 LageFlur: 25, Flurstück: 316/1                                             | | |       |
| weitere Bilder                          | Wohnhaus                                                                     | Weingasse 21 LageFlur: 25, Flurstück: 372/1                                             | | |       |
| weitere Bilder                          | Jüdischer Friedhof                                                           | ohne Straßenangabe LageFlur: 5, Flurstück: 43/1                                         | | |       |
| weitere Bilder                          | Bahnhof                                                                      | ohne Straßenangabe LageFlur: 7, Flurstück: 375/7                                        | | |       |
| weitere Bilder                          | Schleuse und Wehr in der Fulda                                               | ohne Straßenangabe LageFlur: 7, Flurstück: 407                                          | | |       |
| Bild gesucht BW                         | Gartenhaus                                                                   | Am Kies 32 LageFlur: 6, Flurstück: 98/1                                                 | | |       |
| Bild gesucht BW                         | Gartenhaus                                                                   | Am Kies 32 LageFlur: 6, Flurstück: 98/2                                                 | | |       |
| Bild gesucht BW                         | Gartenhaus                                                                   | Am Kies 34 LageFlur: 6, Flurstück: 97/1                                                 | | |       |
| Bild gesucht BW                         | Gartenhaus                                                                   | Am oberen Höberlück 5 LageFlur: 26, Flurstück: 83                                       | | |       |
| Bild gesucht BW                         | Gartenhaus                                                                   | An der goldenen Ecke 4 LageFlur: 3, Flurstück: 242/161                                  | | |       |
| Gartenhaus                              | Gartenhaus                                                                   | An der Hole 5 LageFlur: 5, Flurstück: 60/5                                              | | |       |
| Bild gesucht BW                         | Gartenhaus                                                                   | Borngasse 2 LageFlur: 28, Flurstück: 99/2                                               | | |       |
| Bild gesucht BW                         | Gartenhaus                                                                   | Borngasse 22 LageFlur: 28, Flurstück: 148/6                                             | | |       |
| Bild gesucht BW                         | Gartenhaus                                                                   | Borngasse 27a LageFlur: 26, Flurstück: 96/5                                             | | |       |
| Bild gesucht BW                         | Gartenhaus                                                                   | Enge Gasse 9 LageFlur: 6, Flurstück: 72/1                                               | | |       |
| Bild gesucht BW                         | Gartenhaus                                                                   | Gartenstraße/Willi-Brundert-Straße LageFlur: 25, Flurstück: 78/2                        | | |       |
| Bild gesucht BW                         | Gartenhaus                                                                   | Mündershäuser Straße 3 LageFlur: 14, Flurstück: 141/2                                   | | |       |
| Bild gesucht BW                         | Gartenhaus                                                                   | Mündershauser Straße/Ecke Pestalozzistraße LageFlur: 14, Flurstück: 138/3               | | |       |
| Bild gesucht BW                         | Gartenhaus                                                                   | Neustadtstraße 33 LageFlur: 6, Flurstück: 67/3                                          | | |       |
| Bild gesucht BW                         | Gartenhaus                                                                   | Obertor 20 LageFlur: 25, Flurstück: 72/1                                                | | |       |
| Bild gesucht BW                         | Gartenhaus                                                                   | Untertor 18 LageFlur: 28, Flurstück: 92/3                                               | | |       |
| Bild gesucht BW                         | Gartenhaus                                                                   | Untertor 29 LageFlur: 28, Flurstück: 112/8                                              | | |       |
| Bild gesucht BW                         | Gartenhaus                                                                   | Weidenberggasse 18 LageFlur: 26, Flurstück: 147/9                                       | | |       |
| Bild gesucht BW                         | Gartenhaus                                                                   | Weidenberggasse 23 LageFlur: 24, Flurstück: 9/2                                         | | |       |
| Bild gesucht BW                         | Gedenkstätte                                                                 | Alheimer LageFlur: 36, Flurstück: 8                                                     | Denkmal für die Gefallenen und Toten des Ersten Weltkriegs, 1928–30 | |       |
| Bild gesucht BW                         | Burgruine Rodenberg mit dem sogenannten Alten Turm                           | Alter Turm LageFlur: 4, Flurstück: 21/9                                                 | Mitte 12. Jh., 1388 zuletzt urkundlich erwähnt, danach wohl verfallen, 1912 ausgegraben | |       |
| Direkt Bild zu diesem Denkmal hochladen | Wohnhaus und Scheune                                                         | Hof Ellingerrode Flur: 32, Flurstück: 9/1 und 3/2                                       | | |       |
| Bild gesucht BW                         | Gesindehaus eines Hofes                                                      | Hof Guttels LageFlur: 39, Flurstück: 9/2 und 9/3                                        | | |       |

### Schwarzenhasel
| Bild                                    | Bezeichnung                           | Lage                                                                 | Beschreibung | Bauzeit                | Daten |
| --------------------------------------- | ------------------------------------- | -------------------------------------------------------------------- | ------------ | ---------------------- | ----- |
| Direkt Bild zu diesem Denkmal hochladen | Gesamtanlage Schwarzenhasel           | Schwarzenhasel                                                       |              |                        |       |
| Bild gesucht BW                         | Ernhaus Bachstraße 14                 | Schwarzenhasel, Bachstraße 14 LageFlur: 12, Flurstück: 42/1          |              | 1743                   |       |
| Bild gesucht BW                         | Einhaus Bachstraße 16                 | Schwarzenhasel, Bachstraße 16 LageFlur: 12, Flurstück: 41/1          |              |                        |       |
| Bild gesucht BW                         | Fachwerkhaus Bachstraße 20            | Schwarzenhasel, Bachstraße 20 LageFlur: 13, Flurstück: 25            |              | Spätes 18. Jahrhundert |       |
| Bild gesucht BW                         | Wohn-Wirtschaftsgebäude Bachstraße 22 | Schwarzenhasel, Bachstraße 22 LageFlur: 13, Flurstück: 24            |              | um 1700                |       |
| Bild gesucht BW                         | Ständerbau Bachstraße 26              | Schwarzenhasel, Bachstraße 26 LageFlur: 13, Flurstück: 22            |              | 17. Jahrhundert        |       |
| Bild gesucht BW                         | Fachwerkhaus Haseleck 4               | Schwarzenhasel, Haseleck 4 LageFlur: 13, Flurstück: 52/4             |              | 1781                   |       |
| Bild gesucht BW                         | Erntennenhaus Haseleck 5              | Schwarzenhasel, Haseleck 5 LageFlur: 13, Flurstück: 45/2             |              | 19. Jahrhundert        |       |
| Bild gesucht BW                         | Hofanlage Kirchweg 1                  | Schwarzenhasel, Kirchweg 1 LageFlur: 12, Flurstück: 20/2             |              | Mitte 18. Jahrhundert  |       |
| Bild gesucht BW                         | Evangelische Kirche                   | Schwarzenhasel, Kirchweg 4 LageFlur: 12, Flurstück: 5                |              | 1858                   |       |
| Bild gesucht BW                         | Hofanlage Lispenhäuser Straße 7       | Schwarzenhasel, Lispenhäuser Straße 7 LageFlur: 2, Flurstück: 45/7   |              | Frühes 20. Jahrhundert |       |
| Bild gesucht BW                         | Traufenhaus Lispenhäuser Straße 9     | Schwarzenhasel, Lispenhäuser Straße 9 LageFlur: 2, Flurstück: 44/1   |              | 1920                   |       |
| Bild gesucht BW                         | Scheune Lispenhäuser Straße 12        | Schwarzenhasel, Lispenhäuser Straße 12 LageFlur: 12, Flurstück: 31/1 |              | 1696                   |       |
| Bild gesucht BW                         | Rähmbau Lispenhäuser Straße 27        | Schwarzenhasel, Lispenhäuser Straße 27 LageFlur: 12, Flurstück: 17/1 |              | 1702                   |       |
| Wasserburg                              | Wasserburg                            | Schwarzenhasel, Lispenhäuser Straße 41 LageFlur: 13, Flurstück: 74/2 |              | um 1527                |       |
| Bild gesucht BW                         | Wohn-Wirtschaftsgebäude Mühlweg 3     | Schwarzenhasel, Mühlweg 3 LageFlur: 13, Flurstück: 59                |              | um 1700                |       |
| Bild gesucht BW                         | Dreiständerbau Mühlweg 5              | Schwarzenhasel, Mühlweg 5 LageFlur: 13, Flurstück: 60/1              |              | um 1700                |       |
| Bild gesucht BW                         | Haupthaus des Junkernhofs             | Schwarzenhasel, Mühlweg 11 LageFlur: 13, Flurstück: 114/67           |              | um 1800                |       |
| Bild gesucht BW                         | Erntennenhaus Talweg 1                | Schwarzenhasel, Talweg 1 LageFlur: 13, Flurstück: 31/2               |              | Mitte 18. Jahrhundert  |       |
| Bild gesucht BW                         | Wohn-Stallhaus Talweg 2               | Schwarzenhasel, Talweg 2 LageFlur: 12, Flurstück: 40/1               |              | um 1700                |       |
| Bild gesucht BW                         | Erntennenhaus Torweg 4                | Schwarzenhasel, Torweg 4 LageFlur: 13, Flurstück: 65                 |              | 1712                   |       |

### Seifertshausen
| Bild                                    | Bezeichnung                                 | Lage                                                                      | Beschreibung | Bauzeit                       | Daten |
| --------------------------------------- | ------------------------------------------- | ------------------------------------------------------------------------- | ------------ | ----------------------------- | ----- |
| Direkt Bild zu diesem Denkmal hochladen | Gesamtanlage Seifertshausen                 | Seifertshausen                                                            |              |                               |       |
| Bild gesucht BW                         | Wohn-Stallhaus Am Haselbach 8               | Seifertshausen, Am Haselbach 8 LageFlur: 9, Flurstück: 40/2               |              | um 1700                       |       |
| Bild gesucht BW                         | Wohn-Wirtschaftsgebäude Am Haselbach 28     | Seifertshausen, Am Haselbach 28 LageFlur: 9, Flurstück: 17/1              |              | Zweite Hälfte 19. Jahrhundert |       |
| Bild gesucht BW                         | Unterstallhaus Am Himmelreich 11            | Seifertshausen, Am Himmelreich 11 LageFlur: 9, Flurstück: 79              |              | Mitte 19. Jahrhundert         |       |
| Bild gesucht BW                         | Abschluss einer Hofanlage Haseltalstraße 15 | Seifertshausen, Haseltalstraße 15 LageFlur: 9, Flurstück: 111/2           |              | 1768                          |       |
| Bild gesucht BW                         | Ehemaliges Pfarrhaus                        | Seifertshausen, Haseltalstraße 17 LageFlur: 9, Flurstück: 109/5           |              | 1753                          |       |
| Bild gesucht BW                         | Hofreite Haseltalstraße 24                  | Seifertshausen, Haseltalstraße 24 LageFlur: 9, Flurstück: 53/3            |              | 18. Jahrhundert               |       |
| Bild gesucht BW                         | Wohn-Wirtschaftsgebäude Haseltalstraße 31   | Seifertshausen, Haseltalstraße 31 LageFlur: 9, Flurstück: 153/88          |              | nach 1820                     |       |
| Bild gesucht BW                         | Traufenhaus Haseltalstraße 32               | Seifertshausen, Haseltalstraße 32 LageFlur: 9, Flurstück: 60              |              | 1693                          |       |
| Bild gesucht BW                         | Rähmbau Haseltalstraße 33                   | Seifertshausen, Haseltalstraße 33 LageFlur: 9, Flurstück: 87/1            |              | um 1860                       |       |
| Bild gesucht BW                         | Haupthaus einer Hofanlage Haseltalstraße 34 | Seifertshausen, Haseltalstraße 34 LageFlur: 9, Flurstück: 61/1            |              | Spätes 18. Jahrhundert        |       |
| Bild gesucht BW                         | Rähmbau Haseltalstraße 42                   | Seifertshausen, Haseltalstraße 42 LageFlur: 9, Flurstück: 185/73          |              | Spätes 19. Jahrhundert        |       |
| Bild gesucht BW                         | Einhaus Haseltalstraße 44                   | Seifertshausen, Haseltalstraße 44 LageFlur: 9, Flurstück: 74/2            |              | Spätes 17. Jahrhundert        |       |
| Bild gesucht BW                         | Ehemalige Mühle                             | Seifertshausen, Im Siegen 1 LageFlur: 9, Flurstück: 3                     |              | Mitte 18. Jahrhundert         |       |
| Bild gesucht BW                         | Evangelische Kirche                         | Seifertshausen, Kastanienweg LageFlur: 9, Flurstück: 106/3                |              | 1780                          |       |
| Bild gesucht BW                         | Ehemalige Gerichtsstätte                    | Seifertshausen, Kastanienweg LageFlur: 9, Flurstück: 142/4                |              |                               |       |
| Bild gesucht BW                         | Ehemalige Schule                            | Seifertshausen, Kastanienweg/Am Schulrain 2 LageFlur: 9, Flurstück: 102/3 |              | Erste Hälfte 19. Jahrhundert  |       |
| Bild gesucht BW                         | Einhaus Zum Küppel 3                        | Seifertshausen, Zum Küppel 3 LageFlur: 9, Flurstück: 66                   |              | Mitte 18. Jahrhundert         |       |